# Alexander Swetlow
Alexander Swetlow (* 8. April 1984) ist ein ehemaliger belarussischer Skispringer.

## Werdegang
Swetlow gab bei den Nordischen Junioren-Skiweltmeisterschaften 2002 in Schonach im Schwarzwald sein internationales Debüt. Von der Normalschanze erreichte er den 53. Platz. Am 28. Dezember 2002 gab er in Engelberg sein Debüt im Skisprung-Continental-Cup. Er blieb als 50. jedoch ohne Aussicht auf einen Punktegewinn.
Bei der Winter-Universiade 2003 in Tarvisio und Planica erreichte Swetlow von der Normalschanze Rang 35. Im Teamwettbewerb von der Normalschanze erreichte er mit der Mannschaft den neunten Rang. Im Einzel von der Großschanze landete er erneut nur abgeschlagen auf Rang 34.
Vier Wochen später startete Swetlow bei der Nordischen Skiweltmeisterschaft 2003 im Val di Fiemme. Nachdem er in beiden Einzelwettbewerben die Qualifikation verpasst hatte, erreichte er mit der Mannschaft beim Teamspringen den 12. Platz.
Ab der Saison 2003/04 startete Swetlow fest im Continental Cup. Jedoch konnte er dabei bis zum Februar 2004 erneut keine Punkteerfolge erzielen. Bei der Skiflug-Weltmeisterschaft 2004 in Planica erreichte er Rang 54 im Einzelfliegen und mit der Mannschaft Rang 10 im Teamfliegen.
Im Sommer startete Swetlow beim Skisprung-Grand-Prix 2004, sprang jedoch nach verpassten Qualifikationen nur in Hinterzarten und Zakopane bei den Teamwettbewerben. Noch vor Beginn der Saison 2004/05 beendete er mangels Erfolge seine aktive Skisprungkarriere.